# Lữ đoàn 93 (Ukraina)

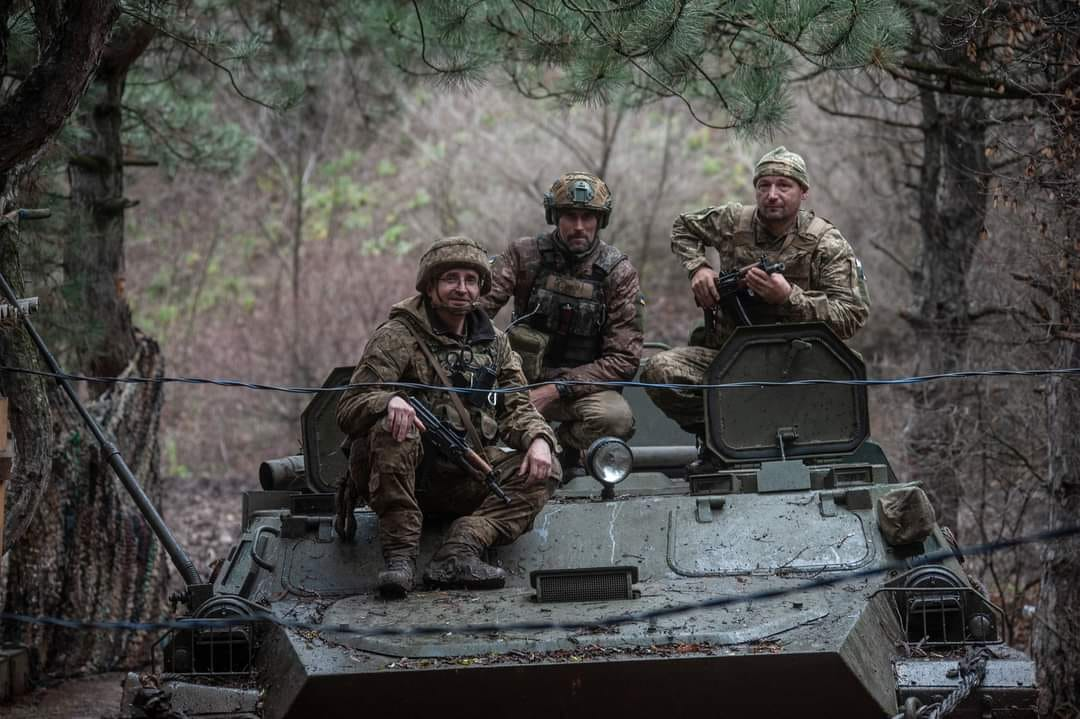
Các quân nhân của Lữ đoàn Cơ giới số 93

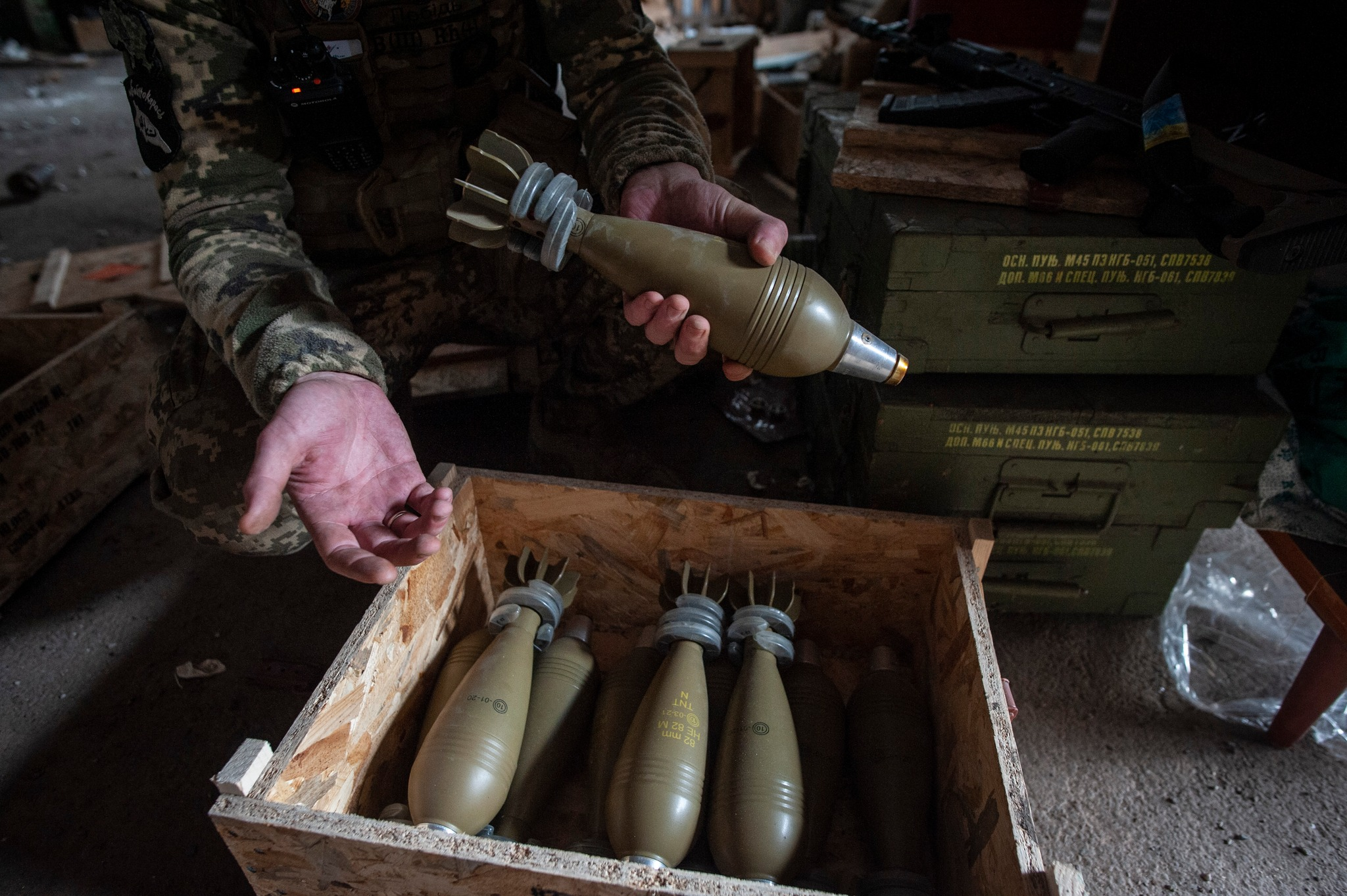
Đạn dược của Lữ đoàn Cơ giới số 93

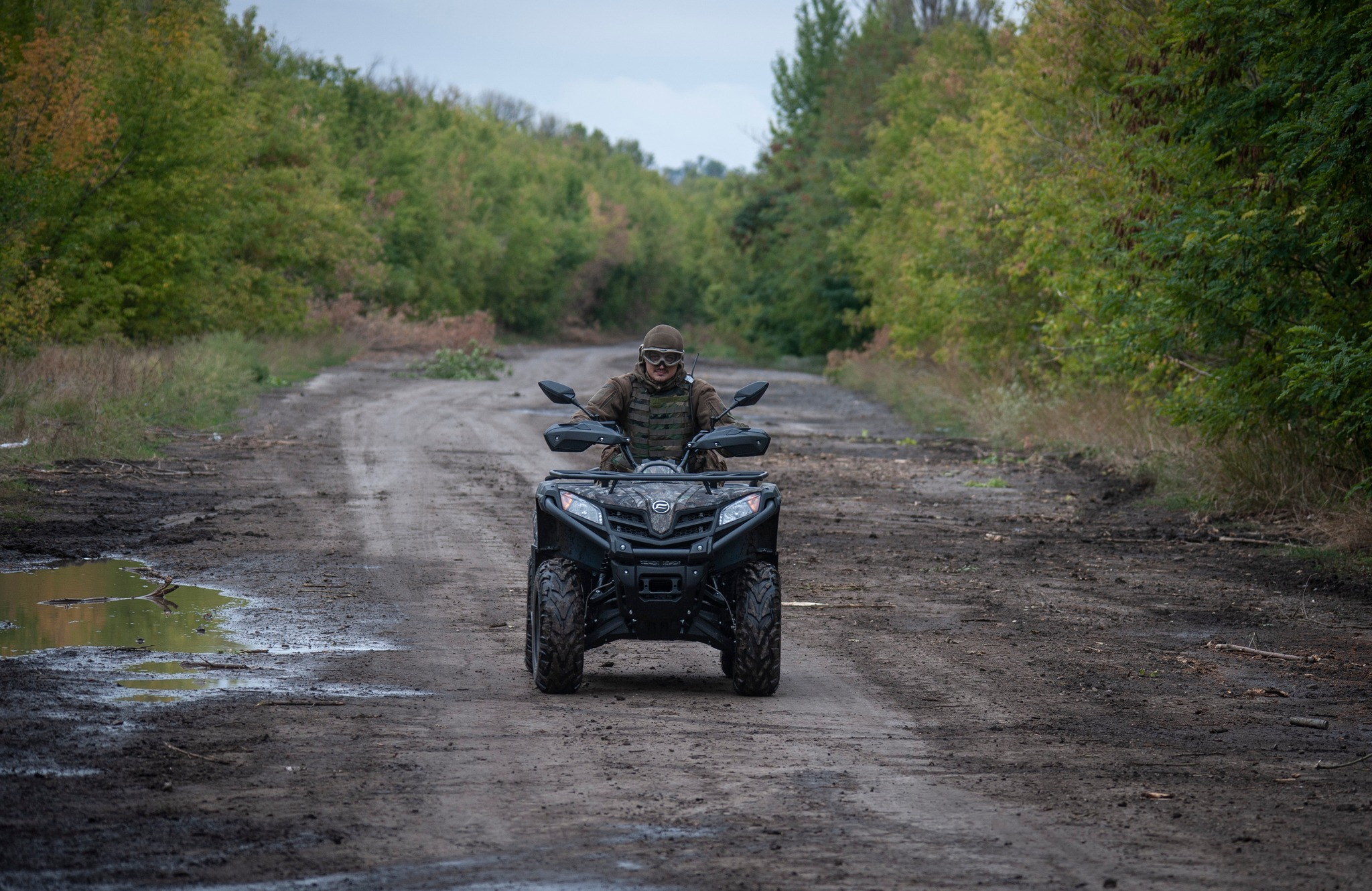
Trang bị cơ động của Lữ đoàn Cơ giới số 93

Lữ đoàn Cơ giới số 93 (tiếng Anh: 93rd Mechanized Brigade "Kholodnyi Yar"; tiếng Ukraina: 93-тя окрема механізована бригада «Холодний Яр; 93 okrema mekhanizovana bryhada "Kholodnyi Yar") là một đơn vị của Lực lượng Lục quân Ukraina được thành lập vào năm 1992. Lữ đoàn thiện chiến này được biết đến là "một trong những lữ đoàn tiền tuyến hiệu quả nhất" của phía Ukraina. Đến tháng 1 năm 2023, các nhà phân tích phương Tây tuyên bố rằng do thu được thiết bị của Nga và phương Tây tặng và việc đưa các tiểu đoàn tình nguyện địa phương vào cấu trúc đơn vị, Lữ đoàn 93 có quy mô của một sư đoàn thiết giáp. Lữ đoàn này bắt nguồn từ Sư đoàn súng trường Cận vệ 93 của Hồng quân của Liên Xô, được thành lập tại Valuki vào tháng 4 năm 1943 từ Lữ đoàn súng trường Cận vệ 13 và Lữ đoàn súng trường 92. Sư đoàn này đã chiến đấu tại Kursk, Kharkiv, Budapest và Prague, và phục vụ trong Tập đoàn quân số 53 của Phương diện quân Ukraina số 2 vào tháng 5 năm 1945. Vào ngày 23 tháng 2 năm 2019, Tổng tham mưu trưởng Lực lượng vũ trang Ukraine, Viktor Muzhenko, đã phê duyệt biểu tượng mới của lữ đoàn. Ngày 6 tháng 5 năm 2022, Lữ đoàn được trao tặng giải thưởng danh dự “Vì danh dự và lòng dũng cảm”.

## Chiến sử
Khi cuộc xung đột Nga-Ukraina bùng nổ vào cuối tháng 2 năm 2022, trong những ngày đầu của chiến dịch quân sự đặc biệt thì binh lực quân Nga mạnh nhất theo hướng Sumy ở Donbass vốn do Sư đoàn xe tăng cận vệ số 4 của Nga đảm nhiệm. Lữ đoàn số 93 đã tham gia vào mặt trận phía bắc. Vào ngày đầu tiên của cuộc xâm lược, lữ đoàn đã bắt giữ hai thành viên của Trung đoàn súng trường cơ giới Cận vệ số 423 (Yampolsky) của Nga. Đảm nhiệm phòng ngự tại cụm cứ điểm Trostianets chính là Lữ đoàn cơ giới độc lập 93 của Quân đội Ukraina và Sư đoàn xe tăng cận vệ số 4 đã vấp phải "hòn đá tảng" không thể vượt qua. Vào đầu tháng 3 năm 2022, Sư đoàn cận vệ 4 đang tiến từ Sumy để đến Kharkov vì đã bị Lữ đoàn 93 của Quân đội Ukraina phục kích tại Trostianets khiến 80% số xe tăng của Sư đoàn 4 bị phá hủy. 
Việc cầm chân được Sư đoàn 4 chủ lực của Nga, cho phép Bộ Tổng tham mưu Ukraina có thời gian tổ chức lại phòng ngự tại Kharkov và khẳng định mạnh mẽ rằng chỉ một lữ đoàn Ukraina cũng có thể tạo ra sự khác biệt trên chiến trường, góp phần quan trọng trong việc cứu vãn tình hình ở miền đông Ukraina. Sau đó, Bộ Tổng tham mưu quân đội Ukraina đã điều chuyển Lữ đoàn 93 đến nơi khác để phòng thủ tại những điểm nóng tiền tuyến. Sau mặt trận Trostianets, các đơn vị của Lữ đoàn 93 tiếp tục chiếm lại Boromlia. Lữ đoàn 93 đã chọn khu vực rừng rú phía nam Izyum trú quân, để quân Nga không thể do thám và phát hiện được. Lữ đoàn 93 còn sử dụng khoảng trống phòng ngự để tấn công vào các vị trí quân Nga đang tấn công. Sau khi Lữ đoàn 93 được tăng cường đến tăng viện cho trận Bakhmut, họ chỉ mất 48 giờ để giành lại được những thành quả từ tấn công kéo dài hai tháng của lực lượng nhóm Wagner và gây thiệt hại nặng nề cho lực lượng này. Vào tháng 12 năm 2024 Shamil Krutkov được bổ nhiệm làm chỉ huy Lữ đoàn cơ giới độc lập số 93 "Kholodny Yar".